# 이반 프란코

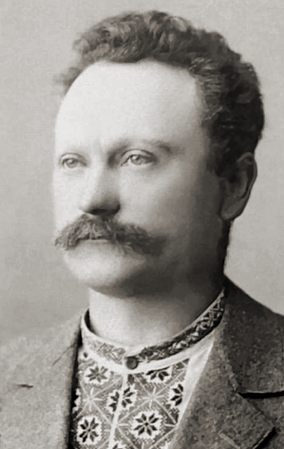
이반 프란코

우크라이나 20 흐리우냐 지폐에 그려진 이반 프란코의 초상화

이반 야코비치 프란코(우크라이나어: Іван Якович Франко, 1856년 8월 27일 오스트리아 제국(현재의 우크라이나) 나후예비치(Нагуєвичі) ~ 1916년 5월 28일 오스트리아-헝가리 제국(현재의 우크라이나) 르비우)는 우크라이나의 시인, 작가이다.

## 생애
오스트리아 제국의 지배를 받고 있던 갈리치아에서 대장장이의 아들로 태어났다. 1875년 르비우 대학교에 입학한 뒤부터 고전 철학, 우크라이나어, 우크라이나 문학을 전공했지만 학교에서 사회주의 사상을 전파한 것이 문제가 되어 몇 차례나 경찰에 체포되었고 1880년에 퇴학당하고 만다. 1891년 체르니우치 대학교에 입학했으며 1893년에는 빈 대학교로부터 철학 박사 학위를 받았다.
1890년대부터 서부 우크라이나에서 사회주의, 민족주의 운동을 전개했다. 또한 윌리엄 셰익스피어, 조지 고든 바이런, 페드로 칼데론 데 라 바르카, 단테 알리기에리, 빅토르 위고, 아담 미츠키에비치, 요한 볼프강 폰 괴테, 프리드리히 실러 등의 작품들을 우크라이나어로 번역했다.
주요 문학 작품으로는 《두 친구》(1876년), 《보리슬라우의 웃음》(1881년 ~ 1882년), 《자하르 베르쿠트》(1883년), 《카인의 죽음》(1889년), 《은밀한 행복》(1893년), 《사회의 기초》(1895년), 《낙엽》(1896년), 《모세》(1905년), 《언제나 초보》(1906년) 등이 있다. 우크라이나의 도시인 이바노프란키우스크는 여기서 유래된 이름이다.